# خلیل الیمانی
خلیل الیمانی (انگلیسی: Khalil El-Yamani؛ زادهٔ ۲۴ اکتبر ۱۹۴۳) بازیکن بسکتبال اهل مراکش است. وی عضو تیم ملی بسکتبال مراکش در بازی‌های المپیک تابستانی ۱۹۶۸ بوده‌است.